# ユウフヨウホウ
ユウフヨウホウ（Yu Fuyoho、1997年3月19日 - ）は日本の競走馬。2001年の中山大障害を最低人気で制した。
馬名の由来は、冠名「ユウ」＋「芙蓉峰」。全兄に長距離重賞3勝のユウセンショウ、半兄に、中山グランドジャンプを連覇したゴーカイ、半弟に障害で落馬6回のマイネルユニバースがいる。
極端すぎる競走成績等より、「気まぐれな障害王」として知られる。

## 経歴

### 競走馬時代
デビューは遅く、2000年3月25日に中京競馬場で行われた4歳未出走戦。11頭立てで9着に終わるとその後は芝長距離を選んで出走し、計6戦したものの最高が5着と勝ちきれず、半兄ゴーカイの活躍もあってその年の10月にはあっさりと障害入りする。障害デビュー戦は5着に終わるものの徐々に飛越を覚えて4戦目で初勝利。昇級後初戦で3着、2戦目で2着と健闘するが、その後は勝ち馬から大きく離されるレースを続ける。
そして迎えた2001年暮れの中山大障害。10頭立てと少頭数になり、春に中山グランドジャンプ連覇を達成しこのレース2年連続2着の兄ゴーカイが1.8倍の1番人気、東京ハイジャンプ勝ち馬で前走の障害オープンで9馬身差の圧勝したカネトシガバナーが2番人気に推されるなかで、ユウフヨウホウは単勝100倍超の最低人気での出走となる。
レースはスタートからカネトシガバナーが先頭に立つが、3番人気マキハタコンコルドが早々に落馬、4番人気ギフテッドクラウンも大竹柵障害で落馬、カネトシガバナーもハイペースが祟ったのか最終障害で落馬するなど計4頭が落馬する荒れた展開となる。上位人気が次々に競走中止していくなかで、早め先頭に立ったゴーカイの念願の中山大障害優勝なるかと思われたが、最後の直線に賭けたユウフヨウホウが一気に差し切り、ゴーカイに2馬身差をつけて優勝。兄弟での1、2着を達成した。騎乗した今村康成は、初の重賞勝利をJ・GIで果たした。ゴーカイはこのレース3年連続の2着となり、翌年の中山大障害に出走することなくターフを去っている。
ユウフヨウホウは、その後2戦は連続で落馬、それからも掲示板に載ったのは勝ち馬からは5秒離され6頭落馬した2003年の阪神スプリングジャンプのみで、2年後の同レースを最後に引退した。結局生涯で勝利したのはわずかに2回、2着も1回だけであり、一発屋であったといえる。

### 引退後
引退後は名古屋学院大学馬術部にて馬術競技馬となった。その後静岡県磐田市の磐田若葉乗馬クラブへ移動している。

## 競走成績
以下の内容は、netkeiba.comに基づく。
| 競走日     | 競馬場 | 競走名             | 格      | 距離 （馬場） | 頭 数 | 枠 番 | 馬 番 | オッズ （人気） | 着順     | タイム （上り3F） | 着差  | 騎手      | 斤量 [kg] | 1着馬（2着馬）     | 馬体重 [kg] |
| ---------- | ------ | ------------------ | ------- | ------------- | ----- | ----- | ----- | --------------- | -------- | ----------------- | ----- | --------- | --------- | ------------------ | ----------- |
| 2000.03.13 | 中京   | 4歳未出走          |         | 芝1800m（良） | 11    | 2     | 2     | 043.50（7人）   | 09着     | R1:52.9（36.3）   | -1.1  | 0松田大作 | 55        | ジュンフェアリー   | 448         |
| 0000.04.23 | 京都   | 4歳未勝利          |         | 芝1800m（良） | 18    | 7     | 13    | 305.5（17人）   | 11着     | R1:51.1（35.9）   | -1.8  | 0吉田稔   | 55        | インダルジャンス   | 446         |
| 0000.04.29 | 京都   | 4歳未勝利          |         | 芝2200m（良） | 11    | 7     | 8     | 149.2（11人）   | 05着     | R2:17.8（35.9）   | -1.1  | 0吉田稔   | 55        | ロードノーブル     | 454         |
| 0000.05.20 | 中京   | 4歳未勝利          |         | 芝2500m（良） | 13    | 5     | 6     | 028.50（7人）   | 06着     | R2:38.6（35.6）   | -1.1  | 0吉田稔   | 55        | マーブルスペリオ   | 448         |
| 0000.06.04 | 中京   | 4歳未勝利          |         | 芝2500m（良） | 12    | 2     | 2     | 058.7（10人）   | 07着     | R2:39.0（35.9）   | -1.9  | 0吉田稔   | 55        | ワールドホーラー   | 448         |
| 0000.06.18 | 阪神   | 4歳未勝利          |         | 芝2500m（稍） | 11    | 6     | 7     | 052.60（9人）   | 05着     | R2:38.3（35.3）   | -0.3  | 0牧田和弥 | 55        | ムッシュエラン     | 448         |
| 0000.10.08 | 京都   | 障害4歳上未勝利    |         | ダ2910m（良） | 12    | 7     | 9     | 036.20（9人）   | 05着     | R3:15.0（13.4）   | -0.9  | 0牧田和弥 | 58        | ウイングハゼオー   | 442         |
| 0000.10.29 | 京都   | 障害4歳上未勝利    |         | ダ2910m（重） | 8     | 6     | 6     | 009.00（5人）   | 03着     | R3:18.3（13.6）   | -0.9  | 0牧田和弥 | 58        | タイエンブレム     | 448         |
| 0000.11.12 | 東京   | 障害4歳上未勝利    |         | ダ2950m（良） | 10    | 3     | 3     | 003.50（2人）   | 03着     | R3:17.6（13.4）   | -1.2  | 0牧田和弥 | 58        | シゲルトルマリン   | 442         |
| 0000.11.26 | 京都   | 障害4歳上未勝利    |         | ダ2910m（良） | 11    | 6     | 7     | 007.10（4人）   | 01着     | R3:15.0（13.4）   | -1.1  | 0牧田和弥 | 58        | （サンレオン）     | 446         |
| 2001.01.14 | 京都   | 牛若丸JS           | OP      | ダ3170m（良） | 14    | 4     | 6     | 006.80（3人）   | 03着     | R3:36.1（13.6）   | -0.4  | 0牧田和弥 | 59        | ヤマニンエスコート | 452         |
| 0000.02.10 | 京都   | 淀JS               | OP      | ダ3170m（良） | 14    | 6     | 10    | 010.60（4人）   | 02着     | R3:32.8（13.4）   | -0.6  | 0今村康成 | 59        | コウエイジャンボ   | 446         |
| 0000.03.13 | 阪神   | 阪神スプリングJ    | J・GII  | 芝3900m（良） | 14    | 6     | 10    | 013.40（6人）   | 05着     | R4:21.1（13.4）   | -1.3  | 0牧田和弥 | 59        | ダンシングターナー | 448         |
| 0000.04.01 | 阪神   | 障害4歳上OP        |         | 芝3170m（良） | 14    | 6     | 9     | 005.20（3人）   | 06着     | R3:32.3（13.4）   | -2.2  | 0牧田和弥 | 59        | ユーセイシュタイン | 448         |
| 0000.11.03 | 東京   | 秋陽JS             | OP      | 芝3300m（良） | 12    | 8     | 11    | 047.00（9人）   | 10着     | R3:43.4（13.5）   | -5.6  | 0今村康成 | 59        | マキハタコンコルド | 452         |
| 0000.11.24 | 京都   | 障害4歳上OP        |         | ダ3760m（良） | 9     | 5     | 5     | 040.10（4人）   | 03着     | R4:16.1（13.6）   | -1.7  | 0今村康成 | 59        | カネトシガバナー   | 456         |
| 0000.12.22 | 中山   | 中山大障害         | J・GI   | 芝4100m（良） | 10    | 7     | 8     | 114.7（10人）   | 01着     | R4:44.1（13.9）   | -0.3  | 0今村康成 | 63        | （ゴーカイ）       | 450         |
| 2002.06.29 | 阪神   | 障害3歳上OP        |         | ダ3140m（良） | 14    | 3     | 3     | 016.70（6人）   | 競走中止 | 競走中止          | -     | 0小坂忠士 | 62        | ナムラマームード   | 454         |
| 0000.11.09 | 京都   | 京都ハイJ          | J・GII  | 芝3930m（良） | 8     | 4     | 4     | 007.00（4人）   | 競走中止 | 競走中止          | -     | 0今村康成 | 63        | メジロライデン     | 450         |
| 0000.12.21 | 中山   | 中山大障害         | J・GI   | 芝4100m（重） | 12    | 5     | 5     | 011.80（7人）   | 07着     | R4:57.9（14.5）   | -6.3  | 0今村康成 | 63        | ギルデッドエージ   | 456         |
| 2003.03.15 | 阪神   | 阪神スプリングJ    | J・GII  | 芝3900m（良） | 14    | 6     | 10    | 048.5（11人）   | 05着     | R4:24.8（13.6）   | -5.0  | 0今村康成 | 63        | カネトシガバナー   | 456         |
| 0000.03.29 | 中山   | ペガサスJS         | OP      | 芝3350m（良） | 14    | 5     | 8     | 026.90（7人）   | 10着     | R3:50.8（13.8）   | -3.9  | 0今村康成 | 63        | ギルデッドエージ   | 450         |
| 0000.04.19 | 中山   | 中山グランドJ      | J・GI   | 芝4250m（良） | 16    | 8     | 16    | 056.3（13人）   | 08着     | R4:51.9（13.7）   | -3.0  | 0出津孝一 | 63.5      | ビッグテースト     | 452         |
| 0000.06.14 | 東京   | 東京ハイJ          | J・GIII | 芝3300m（良） | 14    | 7     | 12    | 042.20（8人）   | 06着     | R3:40.5（13.4）   | -1.2  | 0出津孝一 | 63        | ダイワデュール     | 448         |
| 0000.12.06 | 中山   | イルミネーションJS | OP      | 芝3350m（良） | 14    | 3     | 3     | 044.0（12人）   | 08着     | R3:48.7（13.7）   | -1.2  | 0金折知則 | 63        | メジロライデン     | 448         |
| 2004.01.10 | 中山   | 中山大障害         | J・GI   | 芝4100m（良） | 13    | 3     | 3     | 020.90（6人）   | 競走中止 | 競走中止          | -     | 0田中剛   | 63        | ブランディス       | 458         |
| 0000.12.04 | 中山   | イルミネーションJS | OP      | 芝3350m（良） | 13    | 7     | 11    | 041.8（11人）   | 12着     | R3:45.8（13.5）   | -5.0  | 0J.リデル | 63        | メジロオーモンド   | 458         |
| 0000.12.25 | 中山   | 中山大障害         | J・GI   | 芝4100m（良） | 13    | 4     | 5     | 055.4（10人）   | 11着     | R4:44.9（13.9）   | -7.3  | 0白浜雄造 | 63        | メルシータカオー   | 456         |
| 2005.03.12 | 阪神   | 阪神スプリングJ    | J・GII  | 芝3900m（良） | 12    | 8     | 12    | 098.4（12人）   | 12着     | R4:36.5（14.2）   | -16.0 | 0今村康成 | 63        | ナムラリュージュ   | 450         |

## 血統表
| ユウフヨウホウの血統（ノーザンダンサー系 / Nearco5×5=6.25%） | ユウフヨウホウの血統（ノーザンダンサー系 / Nearco5×5=6.25%） | ユウフヨウホウの血統（ノーザンダンサー系 / Nearco5×5=6.25%） | （血統表の出典）              | （血統表の出典） |
| 父 ラグビーボール 1983 鹿毛                                  | 父の父*ナイスダンサー 1969 鹿毛                              | Northern Danser                                              | Nearctic                      | Nearctic         |
| 父 ラグビーボール 1983 鹿毛                                  | 父の父*ナイスダンサー 1969 鹿毛                              | Northern Danser                                              | Natalma                       |                  |
| 父 ラグビーボール 1983 鹿毛                                  | 父の父*ナイスダンサー 1969 鹿毛                              | Nice Princess                                                | Le Beau Prince                | Le Beau Prince   |
| 父 ラグビーボール 1983 鹿毛                                  | 父の父*ナイスダンサー 1969 鹿毛                              | Nice Princess                                                | Happy Night                   |                  |
| 父 ラグビーボール 1983 鹿毛                                  | 父の母Persian Tale 1973 鹿毛                                 | Le Haar                                                      | Vieux Manoir                  | Vieux Manoir     |
| 父 ラグビーボール 1983 鹿毛                                  | 父の母Persian Tale 1973 鹿毛                                 | Le Haar                                                      | Mince Pie                     |                  |
| 父 ラグビーボール 1983 鹿毛                                  | 父の母Persian Tale 1973 鹿毛                                 | Persian Princess                                             | Prince Taj                    | Prince Taj       |
| 父 ラグビーボール 1983 鹿毛                                  | 父の母Persian Tale 1973 鹿毛                                 | Persian Princess                                             | Esmerald                      |                  |
| 母 ユウミロク 1983 黒鹿毛                                    | 母の父カツラノハイセイコ 1976 黒鹿毛                         | ハイセイコー                                                 | *チャイナロック               | *チャイナロック  |
| 母 ユウミロク 1983 黒鹿毛                                    | 母の父カツラノハイセイコ 1976 黒鹿毛                         | ハイセイコー                                                 | ハイユウ                      |                  |
| 母 ユウミロク 1983 黒鹿毛                                    | 母の父カツラノハイセイコ 1976 黒鹿毛                         | コウイチスタア                                               | *ジャヴリン                   | *ジャヴリン      |
| 母 ユウミロク 1983 黒鹿毛                                    | 母の父カツラノハイセイコ 1976 黒鹿毛                         | コウイチスタア                                               | ミタケ                        |                  |
| 母 ユウミロク 1983 黒鹿毛                                    | 母の母リュウアコンバツト 1977 黒鹿毛                         | *インディアナ Indiana                                        | Sayajirao                     | Sayajirao        |
| 母 ユウミロク 1983 黒鹿毛                                    | 母の母リュウアコンバツト 1977 黒鹿毛                         | *インディアナ Indiana                                        | Willow Ann                    |                  |
| 母 ユウミロク 1983 黒鹿毛                                    | 母の母リュウアコンバツト 1977 黒鹿毛                         | リュウメイン                                                 | Aggressor                     | Aggressor        |
| 母 ユウミロク 1983 黒鹿毛                                    | 母の母リュウアコンバツト 1977 黒鹿毛                         | リュウメイン                                                 | *マイトアンドメイン F-No.19-a |                  |